# Мамашаев, Тахир Рахимович
Тахир Рахимович Мамашаев (24 сентября 1979, Джамбульская область, Казахская ССР, СССР) — казахстанский легкоатлет, выступавший в марафонском беге, тренер. Участвовал в летних Олимпийских играх 2008 года.

## Биография
Тахир Мамашаев родился 24 сентября 1979 года в Джамбульской области.
Выступал в беге на длинные и средние дистанции — от 1500 метров до марафона. В 2003 году показал лучший в карьере результат на Берлинском марафоне, пробежав дистанцию за 2 часа 15 минут 20 секунд и уступив менее 11 минут победителю Полу Тергату из Кении, финишировавшему с мировым рекордом (2:04.55).
В 2008 году вошёл в состав сборной Казахстана на летних Олимпийских играх в Пекине. В марафоне занял 70-е место среди 76 финишировавших участников с результатом 2:30.26. Мамашаев уступил 23 минуты 54 секунды победителю кенийцу Самуэлю Ванджиру.
Претендовал на участие в летних Олимпийских играх 2012 года в Лондоне, но не смог пробиться на них.
Мастер спорта международного класса Казахстана.
После завершения карьеры стал тренером. Работал в Таразе с легкоатлетами-инвалидами с поражениями зрения и опорно-двигательного аппарата.
9 июня 2014 года вместе с подопечными, направляясь на пассажирском автобусе на соревнования в Талды-Курган, попал в автомобильную катастрофу на Капшагайской трассе в Алма-Атинской области. В аварии погибли 9 человек. Мамашаев попал в больницу в тяжёлом состоянии, находился в реанимации.
Поправившись, вернулся к тренерской работе. Подопечные Мамашаева успешно выступают в том числе на международном уровне. Среди них — мастера спорта международного класса Салтанат Абылхасымова и Анастасия Яковлева.

## Личные рекорды
- Бег на 1500 метров — 3.54,68 (23 мая 1998, Алма-Ата)[6]
- Бег на 5000 метров — 14.27,13 (31 июля 1998, Анси)[6]
- Бег на 10 000 метров — 30.21,9 (23 апреля 2011, Бишкек)[6]
- Бег на 10 км — 30.24 (9 июня 2002, Бельско-Бяла)[6]
- Бег на 15 км — 47.15 (25 мая 2003, Минск)[6]
- Бег на 20 км — 1:05.15 (29 апреля 2007, Алма-Ата)[6]
- Полумарафон — 1:05.28 (5 мая 2002, Брюссель)[6]
- Марафон — 2:15.20 (28 сентября 2003, Берлин)[6]